# Adrian Holmes
Adrian Holmes (Wrexham, 31 marzo 1974) è un attore britannico naturalizzato canadese, conosciuto per la sua partecipazione alla serie televisiva di Bravo 19-2, che gli ha fatto vincere un Canadian Screen Award nel 2017, inoltre è conosciuto per il ruolo dello zio Phil nella serie televisiva Bel-Air, remake del 2022 della serie Willy, il principe di Bel-Air.

## Biografia
Adrian Holmes è nato da genitori barbadiani a Wrexham, nel Galles del Nord, nel Regno Unito, e si è trasferito con la famiglia a Vancouver, nella Columbia Britannica, in Canada, quando aveva cinque anni. Ha studiato da infermiere al Langara College, in parte per accontentare la madre, che credeva avesse bisogno di un piano di riserva se la sua carriera di attore non avesse avuto successo.
Come attore esordisce nel 1991 nella seconda stagione della serie televisiva Neon Rider, interpretando il personaggio di Twist nell'episodio Twist in the Wind, e per i primi dieci anni la sua carriera è concentrata esclusivamente su serie televisive e film TV. Il suo esordio cinematografico avviene con un ruolo minore nel film horror del 2001 Valentine - Appuntamento con la morte (Valentine), diretto da Jamie Blanks e interpretato da Denise Richards.
I ruoli televisivi risultano comunque quelli di maggiore notorietà, quali quelli di Grift e di Basqat nella serie televisiva Smallville (2005-2010); di Marcus Mitchell in True Justice e di Frank Pike in Arrow. Il suo ruolo più importante rimane quello di Nick Barron nella versione in lingua inglese della serie 19-2, sul canale televisivo canadese Bravo, che gli ha permesso di aggiudicarsi un Canadian Screen Award come Miglior attore in un ruolo drammatico da protagonista nel 2017.
Altri suoi lavori cinematografici comprendono i film Cappuccetto rosso sangue (Red Riding Hood, 2011), Elysium (2013) e Quella casa nel bosco (The Cabin in the Woods, 2013).
In qualità di doppiatore, tra il 2005 e il 2006, è la voce di Tork Maddox in diversi titoli per cinema, televisione e direct-to-video del franchise Hot Wheels. Tra il 2007 e 2008 è invece la voce di Dylan in alcuni titoli per cinema, televisione e direct-to-video del franchise delle Bratz. Nel 2013 e 2015, è la voce del maestro Jedi Mace Windu, in alcuni episodi delle due serie animate del franchise LEGO Star Wars, Le cronache di Yoda (LEGO Star Wars: The Yoda Chronicles, 2013) e I racconti del droide (LEGO Star Wars: Droid Tales, 2015). Nello stesso periodo doppia anche i personaggi Marvel di Cloak e Black Wolf, nelle serie animate Wolverine vs. Sabretooth (2014) e Wolverine Versus Sabretooth: Reborn (2015).
Nel 2021 Adrian Holmes viene ingaggiato per il ruolo dello zio Phil nella serie televisiva Bel-Air, reboot in versione drammatica della serie commedia Willy, il principe di Bel-Air (The Fresh Prince of Bel-Air, 1990-1996), interpretazione lodata da Will Smith, protagonista della serie originale che ha contribuito a lanciare la sua carriera prima televisiva e poi cinematografica.
Nel 2022 appare in Star Trek: Strange New Worlds, ottava serie live-action del franchise di fantascienza Star Trek, impersonando l'ammiraglio Robert April, il primo capitano dalla USS Enterprise NCC-1701, prima di Christopher Pike e di James T. Kirk, successivi e più noti capitani dell'astronave della Flotta Stellare. Holmes è la prima incarnazione live-action canonica del personaggio, dato che era apparso precedentemente nella serie animata, nell'episodio della seconda stagione Universi paralleli (The Counter-Clock Incident), in cui era doppiato da James Doohan, noto per interpretare Montgomery Scott nella serie classica. Era inoltre apparso in carne e ossa, interpretato dall'attore Robert Pralgo, nel film fanfiction Star Trek: First Frontier, che racconta appunto un'avventura dell'Enterprise capitanata da Robert April. Lo scrittore Keith R. A. DeCandido, autore di numerosi romanzi del franchise, ha lodato la scelta di utilizzare un attore afroamericano per la parte di April, che era stato precedentemente rappresentato come bianco nella serie animata e nei fumetti, affermando che "è stato un bel modo per rivelare i razzisti tra i fan di Star Trek". Adrian Holmes, a proposito del ruolo, si è detto entusiasta di interpretare uno dei primi personaggi concepiti da Gene Roddenberry per la serie di cui è fan fin da ragazzo, lodando la diversità e l'inclusività del franchise. Roddenberry aveva già utilizzato il nome per una serie precedente a cui aveva lavorato, Have Gun - Will Travel, e lo aveva inserito in una lista dei possibili nomi di capitano dell'Enterprise preparando Star Trek, scegliendo poi prima Christopher Pike e quindi James T. Kirk. Robert April rimase nella lista finché l'autore Fred Bronson non ebbe l'idea di sfruttarlo per l'episodio Universi paralleli della serie animata. Dopo aver accettato il ruolo, Adrian Holmes ha ricevuto un video da parte di LeVar Burton (Geordi La Forge in Star Trek: The Next Generation) con il quale lo ha accolto nella famiglia di Star Trek.

## Filmografia

### Attore

#### Cinema
- Valentine - Appuntamento con la morte (Valentine), regia di Jamie Blanks (2001)
- Fade to Black, regia di Lincoln Thorne - cortometraggio (2002)
- Io, lei e i suoi bambini (Are We There Yet?), regia di Brian Levant (2005)
- Culebras, regia di Shane Eli Abrahams - cortometraggio (2005)
- Rischio a due (Two for the Money), regia di D.J. Caruso (2005)
- Il sogno di Jerome (Like Mike 2: Streetball), regia di David Nelson - direct-to-video (2006)
- The Hard Corps, regia di Sheldon Lettich - direct-to-video (2006)
- White Noise: The Light, regia di Patrick Lussier (2007)
- Battle in Seattle - Nessuno li può fermare (Battle in Seattle), regia di Stuart Townsend (2007)
- Ice Blues, regia di Ron Oliver (2008)
- Far Cry, regia di Uwe Boll (2008)
- Damage, regia di Jeff King (2009)
- Frankie & Alice, regia di Geoffrey Sax (2010)
- Amazon Falls, regia di Katrin Bowen (2010)
- Hunt to kill - Caccia all'uomo (Hunt to Kill), regia di Keoni Waxman (2010)
- Wrecked, regia di Michael Greenspan (2010)
- Paradox, regia di Brenton Spencer (2010)
- Cappuccetto rosso sangue (Red Riding Hood), regia di Catherine Hardwicke (2011)
- Tactical Force - Teste di cuoio (Tactical Force), regia di Adamo P. Cultraro (2011)
- Quella casa nel bosco (The Cabin in the Woods), regia di Drew Goddard (2011)
- Elysium, regia di Neill Blomkamp (2013)
- Fade Out, regia di Agam Darshi - cortometraggio (2013)
- Blood Moon, regia di Constance Tillotson - crotometragio (2014)
- Debug, regia di David Hewlett (2014)
- 19-2 on Bravo: Behind the Scenes, regia di David Boisclair - cortometraggio direct-to-video (2014)
- NinetyTwo, regia di Guido Tölke (2015)
- Vendetta, regia di Jen Soska e Sylvia Soska (2015)
- A Christmas Horror Story, regia di Grant Harvey, Steven Hoban e Brett Sullivan (2015)
- Blind Fire, regia di Jordan Sharpe - cortometraggio (2015)
- 19-2 on Bravo: Thirteen Minutes, regia di David Boisclair - cortometraggio direct-to-video (2015)
- 19-2 on Bravo: Showdown, regia di David Boisclair - cortometraggio direct-to-video (2015)
- 19-2 on Bravo: The Mole, regia di David Boisclair - cortometraggio direct-to-video (2015)
- 19-2 on Bravo: The Dark Side, regia di David Boisclair - cortometraggio direct-to-video (2015)
- Mission NinetyTwo: Dragonfly, regia di Brent Crowell, Neil Every, Kryshan Randel, Guido Tölke (2016)
- Terrore al 55º piano (High-Rise Rescue), regia di Robert Vaughn (2017)
- Skyscraper, regia di Rawson Marshall Thurber (2018)
- Enhanced, regia di James Mark (2019)
- Chained, regia di Titus Heckel (2020)
- Adventures in Christmasing, regia di Troy Scott (2021)
- Zero Contact, regia di Rick Dugdale (2022)

#### Televisione
- Neon Rider - serie TV, episodio 2x09 (1991)
- Highlander - serie TV, episodi 1x09-2x09 (1992-1993)
- Divorzio di sangue (The Only Way Out), regia di Rod Hardy - film TV (1993)
- M.A.N.T.I.S. - serie TV, episodio 1x09 (1994)
- Oltre i limiti (The Outer Limits) - serie TV, episodi 2x18-6x17 1996, 2000)
- Night Man - serie TV, episodio 2x15 (1999)
- Brotherhood of Murder - Linea di sangue (Brotherhood of Murder), regia di Martin Bell - film TV (1999)
- First Wave - serie TV, episodi 1x18-2x21 (1999, 2001)
- Seven Days - serie TV, episodio 3x06 (2000)
- Freedom - serie TV, episodio 1x04 (2000)
- Strane frequenze (Strange Frequency) - serie TV, episodio 1x10 (2001)
- Demon Town - serie TV, episodi 1x01-1x07 (2002)
- The Secret Life of Zoey, regia di Robert Mandel - film TV (2002)
- Fantasmi (Haunted) - serie TV, episodio 1x01 (2002)
- John Doe - serie TV, episodio 1x04 (2002)
- La regina delle nevi (Snow Queen), regia di David Wu - film TV (2002)
- Jeremiah - serie TV, 4 episodi (2002-2004)
- Stargate SG-1 - serie TV, episodi 6x05-10x08 (2002, 2006)
- The Twilight Zone - serie TV, episodio 1x28 (2003)
- Just Cause - serie TV, episodio 1x19 (2003)
- Out of Order, regia di Henry Bromell, Tim Hunter, Roger Kumble, Donna Powers e Wayne Powers - miniserie TV, 6 episodi (2003)
- Sniper - 23 ore di terrore a Washington D.C. (D.C. Sniper: 23 Days of Fear), regia di Tom McLoughlin - film TV (2003)
- Wilder Days, regia di David Mickey Evans - film TV (2003)
- Cold Squad - Squadra casi archiviati (Cold Squad) - serie TV, 12 episodi (2003-2005)
- The L Word - serie TV, episodio 1x08 (2004)
- Charlie's Angels Story - Fatti e misfatti (Behind the Camera: The Unauthorized Story of 'Charlie's Angels'), regia di Francine McDougall - film TV (2004)
- Da Vinci's Inquest - serie TV, episodio 6x13 (2004)
- Amerika - Un paese sotto scacco (Meltdown), regia di Jeremiah S. Chechik - film TV (2004)
- 4400 (The 4400) - serie TV, episodio 1x01 (2004)
- Huff - serie TV, episodio 1x01 (2004)
- The Collector - serie TV, episodi 1x01-3x09 (2004, 2006)
- Supervulcano (Supervolcano), regia di Tony Mitchell - film TV (2005)
- 14 Hours, regia di Gregg Champion - film TV (2005)
- Tru Calling - serie TV, episodi 2x01-2x06 (2005)
- Contro il destino (Fighting the Odds: The Marilyn Gambrell Story), regia di Andy Wolk (2005)
- Reunion - serie TV, episodio 1x02 (2005)
- Godiva's - serie TV, 5 episodi (2005-2006)
- Smallville - serie TV, 7 episodi (2005-2010)
- Da Vinci's City Hall - serie TV, episodio 1x09 (2006)
- The EvidenceGodiva's - serie TV, episodio 1x04 (2006)
- Grida nella notte (Cries in the Dark), regia di Paul Schneider - film TV (2006)
- Passion's Web, regia di Allan Harmon - film TV (2007)
- Flash Gordon - serie TV, episodi 1x01-1x02 (2007)
- Kyle XY - serie TV, episodio 2x11 (2007)
- Painkiller Jane - serie TV, episodi 1x01-1x18 (2007)
- The Guard - serie TV, episodio 1x04 (2008)
- Andromeda (The Andromeda Strain), regia di Mikael Salomon - miniserie TV, episodi 1x01-1x02 (2008)
- Supernatural - serie TV, episodi 3x15-13x03-13x09 (2008, 2017)
- Battlestar Galactica - serie TV, episodio 4x14 (2009)
- Fringe - serie TV, episodio 2x01 (2009)
- Un vicino pericoloso (The Building), regia di Terry Ingram - film TV (2009)
- Stonehenge Apocalypse, regia di Paul Ziller - film TV (2010)
- Shattered - serie TV, episodio 1x04 (2010)
- Human Target - serie TV, episodi 1x01-2x12 (2010-2011)
- V - serie TV, episodio 2x06 (2011)
- In fuga per mia figlia (Gone), regia di Grant Harvey - film TV (2011)
- Past Obsessions, regia di Raul Inglis - film TV (2011)
- Exes & Ohs - serie TV, episodio 2x07 (2011)
- Il giardino del diavolo (film 2011) (Seeds of Destruction), regia di Paul Ziller - film TV (2011)
- La trappola dell'innocenza (Good Morning, Killer), regia di Maggie Greenwald - film TV (2011)
- True Justice - serie TV, 12 episodi (2011-2012)
- Libelle, regia di Neil Every - film TV (2012)
- Battlestar Galactica: Blood & Chrome, regia di Jonas Pate - film TV (2012)
- Anything But Christmas, regia di Allan Harmon - film TV (2012)
- Primeval: New World - serie TV, episodi 1x01-1x02-1x10 (2012-2013)
- Cult - serie TV, episodi 1x04 (2013)
- The Carpenter's Miracle, regia di Kristoffer Tabori - film TV (2013)
- Motive - serie TV, episodio 1x11 (2013)
- King & Maxwell - serie TV, episodi 1x06-1x08 (2013)
- Cedar Cove - serie TV, episodi 1x11-1x12-1x13 (2013)
- Continuum - serie TV, 10 episodi (2013-2014)
- Arrow - serie TV, 15 episodi (2013-2018)
- 19-2 - serie TV, 38 episodi (2014-2017)
- The Art of More - serie TV, episodio 1x09 (2015)
- The Real MVP: The Wanda Durant Story , regia di Nelson George - film TV (2016)
- Rogue - serie TV, episodi 3x13-3x14-3x18 (2016)
- 19-2 Ride Along - serie TV - 12 episodi (2016)
- Impastor - serie TV, episodio 2x05-2x09 (2016)
- The Epitaph, regia di Kris Holden-Ried - film TV (2016)
- Mary Kills People - serie TV, episodio 1x01 (2017)
- Wynonna Earp - serie TV, episodio 2x07 (2017)
- Letterkenny - serie TV, episodi 3x06-4x01 (2017)
- Yellow, regia di Sarah Deakins - film TV (2017)
- The Girl in the Bathtub, regia di Karen Moncrieff - film TV (2018)
- You Light Up My Christmas, regia di Rhonda Baraka - film TV (2019)
- V-Wars - serie TV, 10 episodi (2019)
- Hospital Show, regia di Adam Greydon Reid - miniserie TV, 10 episodi (2019)
- Sacred Lies - serie TV, episodio 2x01 (2020)
- The Boys - serie TV, episodio 2x02 (2020)
- The Christmas Doctor, regia di Kevin Fair (2020)
- Canadian Film Fest Presented by Super Channel - serie TV, episodio 2x05 (2021)
- Home Before Dark - serie TV, episodio 2x07 (2021)
- Bel-Air - serie TV, 11 episodi (2022)
- Star Trek: Strange New Worlds - serie TV, 5 episodi (2022-2023)

### Doppiatore

#### Cinema
- Evolution: The Animated Movie, regia di Will Meugniot (2002)
- Hot Wheels Acceleracers the Ultimate Race, regia di Gino Nichele (2005) - Tork Maddox
- Hot Wheels AcceleRacers the Speed of Silence, regia di Gino Nichele - direct-to-video (2005) - Tork Maddox
- Hot Wheels AcceleRacers: Breaking Point, regia di William Lau - direct-to.video (2005) - Tork Maddox
- Bratz Fashion Pixiez, regia di David Mucci Fassett - direct-to-video (2007) - Dylan
- Bratz Kidz: Sleep-Over Adventure, regia di Sean McNamara - direct-to-video (2007) - Dylan
- Bratz Girlz Really Rock, regia di David Mucci Fassett (2008) - Dylan

#### Televisione
- Alienators: Evolution Continues - serie animata, 17 episodi (2001-2002)
- Hot Wheels: AcceleRacers - Ignition, regia di Andrew Duncan e Gino Nichele - film TV (2005) - Tork Maddox
- Hot Wheels Highway 35 World Race - serie animata, 4 episodi (2005-2006) - Tork Maddox
- Black Lagoon - serie animata, episodio 1x07 (2006) - Rowan
- Bratz - serie animata, 8 episodi (2008) - Dylan
- LEGO Star Wars - Le cronache di Yoda (The Yoda Chronicles) - serie animata, episodi 1x01-1x02 (2013) - Mace Windu
- Wolverine vs. Sabretooth - miniserie animata, 6 episodi (2014) - Cloak/Black Wolf
- Wolverine Versus Sabretooth: Reborn - miniserie animata (2015) - Cloak/Black Wolf
- LEGO Star Wars - I racconti del droide (Lego Star Wars: Droid Tales) - serie animata, episodi 1x01-1x02 (2015) - Mace Windu/Guardia Reale dell'Imperatore

#### Videogiochi
- Def Jam: Fight for NY (2004) - Bo
- Medal of Honor (2010)

## Doppiatori italiani
Nelle versioni in italiano delle opere in cui ha recitato, Adrian Holmes è stato doppiato da:
- Stefano Mondini in Smallville, La trappola dell'innocenza
- Roberto Draghetti in Cappuccetto rosso sangue, Motive
- Massimo Bitossi in True Justice, Bel-Air
- Paolo Marchese ne Il sogno di Jerome
- Edoardo Nordio in The L Word
- Giuliano Bonetto in Stargate SG-1
- Ruggero Andreozzi in The Hard Corps
- Massimiliano Lotti in Primeval: New World
- Alberto Bognanni in Elysium
- Maurizio Merluzzo in Continuum (s.2)
- Diego Baldoin in Continuum (s.3)
- Edoardo Stoppacciaro in Terrore al 55º piano
- Simone Mori in Skyscraper
- Carlo Petruccetti in Star Trek: Strange New Worlds

Da doppiatore, è stato sostituito da:
- Alberto Angrisano in LEGO Star Wars - Le cronache di Yoda

## Riconoscimenti
- BET Awards
  - 2022 – Candidatura come Miglior attore per Bel-Air
- Canadian Screen Award
  - 2016 – Candidatura come Miglior attore in un ruolo drammatico da protagonista per 19-2
  - 2017 – Miglior attore in un ruolo drammatico da protagonista per 19-2[1]
- Leo Awards
  - 2004 – Candidatura come Serie drammatica: miglior interpretazione maschile non protagonista per l'episodio The Raper della serie televisiva The Collector
  - 2007 – Candidatura come Miglior interpretazione maschile da protagonista in una serie drammatica per l'episodio Gone della serie televisiva 19-2
  - 2020 – Miglior interpretazione maschile in una serie web per Hospital Show
  - 2021 – Candidatura come Miglior interpretazione maschile non protagonista in un film per Chained